# Árny a felhők között
Az Árny a felhők között (eredeti cím: Shadow in the Cloud) 2020-as akció-horrorfilm, melyet Roseanne Liang és Max Landis forgatókönyvéből Liang rendezett. A főbb szerepekben Chloë Grace Moretz, Beulah Koale, Taylor John Smith, Callan Mulvey és Nick Robinson látható.
2020. szeptember 12-én mutatták be a 2020-as Torontói Nemzetközi Filmfesztiválon, ahol elnyerte a People's Choice Award for Midnight Madness-díjat. 2021. január 1-jén adta ki a Vertical Entertainment és a Redbox Entertainment.

## Cselekmény
A második világháború idején Maude Garrettnek hamis papírokkal sikerül felszállnia egy bombázógépre. Állítólag titkos dokumentumokat tartalmazó dobozt visz magával, amelyet Szamoára kell eljuttatnia. A bombázó legénysége barátságtalan fogadtatásban részesíti, gyűlölködő jelzőkkel sértegetve; a nőt a bombázó alján lévő lövészkabinba zárják. Mivel már nincs hely a doboz számára, megengedi a legénység egyetlen barátságos tagjának, Walter Quaidnek, hogy magához vegye. Miközben a kabinban ül, Maude hirtelen meglát egy lényt, amely a szárny alsó részén mászkál, és ezt jelenti a legénységnek rádión.
Senki nem hisz a lánynak; nem sokkal később egy ellenséges repülőgép jelenik meg, amelyet Maude később a fedélzeti ágyúval le tud lőni. Amikor ezután elhagyhatja a kabinját, az ajtó elakad, és ő csapdába esik. Mivel a lány felháborodottan reagál a legénységnek a helyzetét illető megjegyzésekre, azok felhagynak a zsilip kinyitására tett kísérleteikkel, és a kapitány megszakítja vele a kommunikációt. Miközben a legénység újra kapcsolatba lép vele, egy rádióüzenet érkezik, amelyben közlik velük, hogy Maude Garrett nincs a hadseregben, és nincs bejegyezve a járatra sem. Maude ezután belülről lezárja az ágyúfülkét.
Bevallja, házas, és leánykori nevén szállt fel a bombázógépre. Ekkor újra látja a lényt, ahogy a gépet roncsolja; immár Dorn is látja a szörnyet, de a többiek nem hisznek neki és Maude-nak. Mivel azt gyanítják, Maude doboza az oka a fedélzeten történt eseményeknek, Reeves kiadja a parancsot, hogy nyissák ki. Mindenki meglepetésére egy csecsemő van benne. Maude elmagyarázza, a férje bántalmazta, viszonya volt Quaiddel, és akaratlanul esett teherbe. Mivel nem akarta elmondani Quaidnak a babát, Maude megrendezte a küldetését, hogy elmeneküljön a férjétől, mielőtt az megölné.
Amikor a kapitány éppen visszatérne a légibázisra, három japán vadászgép közeledik, ekkor a lény bejut a bombázógépbe; megsebesíti Quaidot, és elrabolja a dobozt a benne lévő csecsemővel. A lény megjelenik Maude előtt a csecsemővel a táskájában, mire Maude kiszáll a toronyból a szabadba, revolverével rálő a szörnyetegre, és elűzi azt; a doboz a gyermekkel a repülőgépről lelógva hátramarad. Maude felmászik a dobozhoz a gyerekkel, és egy másik nyíláson keresztül visszamászik a repülőgépbe. A szörny ismét támad, és kidobja Taggartot a repülőgépből, mielőtt Maude ki tudná őt szedni a bombázóból. Először úgy tűnik, hogy lezuhan, de sikerül megmenekülnie, mert szárnyai vannak. A támadó japán vadászgépek lövésekkel megölik a legénység három tagját - köztük a kapitányt. Maude átveszi a parancsnokságot, és leszállásra kényszeríti a gépet. A szörny újra megjelenik a földön, és ismét megpróbálja elragadni a babát; Maude harcol ellene, és végül sikerül megölnie. Ezután fogja a síró csecsemőt, leül egy kidőlt fatörzsre, és megszoptatja.

## Szereplők
| Szerep           | Színész            | Magyar hang          |
| ---------------- | ------------------ | -------------------- |
| Maude Garrett    | Chloë Grace Moretz | Csifó Dorina         |
| Anton Williams   | Beulah Koale       | Csík Csaba Krisztián |
| Walter Quaid     | Taylor John Smith  | Miller Zoltán        |
| John Reeves      | Callan Mulvey      | Weil Róbert          |
| Tommy Dorn       | Benedict Wall      | Zöld Csaba           |
| Terrence Taggart | Byron Coll         | Fesztbaum Béla       |
| Bradley Finch    | Joe Witkowski      | Simon Kornél         |
| Stu Beckell      | Nick Robinson      | Czető Roland         |

## Fordítás
- Ez a szócikk részben vagy egészben  a   Shadow in the Cloud című angol Wikipédia-szócikk fordításán alapul.  Az eredeti cikk szerkesztőit annak laptörténete sorolja fel. Ez a jelzés csupán a megfogalmazás eredetét és a szerzői jogokat jelzi, nem szolgál a cikkben szereplő információk forrásmegjelöléseként.